# Tegeticula
Tegeticula es un género de prodóxidos o polillas de la yuca que son los únicos polinizadores de esta planta. Se trata de una relación obligada o de simbiosis en que ambas dependen una de otra.
Son pequeñas, blanquecinas, de un color que se acerca al de la flor de yuca, en donde pasan la mayor parte de su vida adulta. Carecen de los órganos bucales característicos de la mayoría de los lepidópteros y su vida adulta es tan corta que no necesitan alimentarse. En cambio las hembras tienen tentáculos que les permiten acarrear polen de una flor a otra.
Después del apareo, que tiene lugar en la flor de yuca, la hembra colecciona un poco de polen de las anteras y forma una pelota que ubica abajo el mentón y sostiene con sus tentáculos. Después vuela a otra planta de yuca y busca una flor que no haya sido visitada por otras hembras y que carezca de huevos. Puede reconocer la presencia de otras hembras por el olor.
Deposita sus huevos en el ovario de la flor de yuca y sus larvas se alimentan de las semillas. Sólo pone unos pocos huevos por flor, de lo contrario la flor abortaría y las larvas se morirían de hambre. Después de depositar huevos, la hembra va al estigma de la flor y allí descarga un poco de polen que asegura la formación de semillas que alimentarán a sus crías además de asegurar la propagación de la especie.
Cada cría consume varias semillas. Cuando completa su crecimiento se deja caer al suelo, en donde se convierte en pupa. Pasa el resto del año bajo tierra y emerge como adulto en la primavera siguiente, en la época de floración de la yuca. Algunas larvas permanecen por más de dos años, así en caso de que la floración de la yuca falle, sigue habiendo individuos que aseguren la procreación de la especie.
Aproximadamente cada especie de Tegeticula o de Parategeticula poliniza una especie de yuca. Hay otras especies relacionadas con estos polinizadores que no efectúan polinización y, en cambio, se alimentan de la planta. La relación obligada entre la polilla de la yuca y la planta de yuca debe haber evolucionado a partir de una de tales especies.

## Especies
- Tegeticula altiplanella
- Tegeticula antithetica
- Tegeticula baccatella
- Tegeticula baja
- Tegeticula california
- Tegeticula carnerosanella
- Tegeticula cassandra
- Tegeticula corruptrix
- Tegeticula elatella
- Tegeticula intermedia
- Tegeticula maculata
- Tegeticula maderae
- Tegeticula mexicana (sin: T. treculeanella)
- Tegeticula mojavella
- Tegeticula rostratella
- Tegeticula superficiella
- Tegeticula synthetica (sin: T. paradoxa)[1]
- Tegeticula tambasi
- Tegeticula tehuacana
- Tegeticula yuccasella